# 中目黑

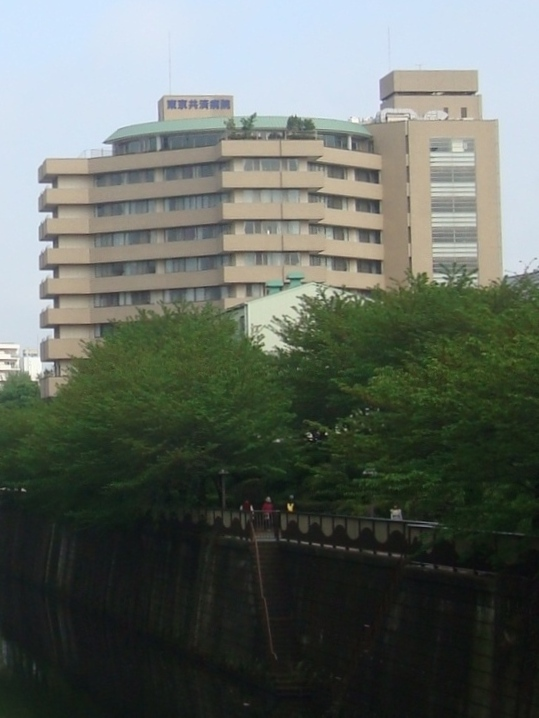
目黑川與東京共濟醫院（中目黑2丁目附近）

中目黑（日语：／ Naka-meguro */?）是日本東京都目黑區一個地方名稱。目黑區東部的町名，下設中目黑1丁目至中目黑5丁目，人口14,222人。廣義上的中目黑，是指以東急東橫線、東京地下鐵日比谷線中目黑站（行政上之地名為「上目黑」）為中心，包括住居表示上的中目黑、上目黑、青葉台、東山一帶地區。

## 地理

### 住居表示的中目黑
住居表示的中目黑，是指東急東橫線東側駒澤通的東部一帶，下設一丁目至五丁目。地區中央有山手通、目黑川。

### 廣域地名的中目黑
廣義上的中目黑是指以東急東橫線、東京地下鐵日比谷線中目黑站（行政上之地名為「上目黑」）為中心的區域。
與澀谷、代官山一帶連接，這裡是最佳居住住宅區調查中排名甚高的地區。目黑區役所位於中目黑（行政上之地名為「上目黑」）、屬於目黑區的行政中心地域。
車站前再開發計劃正進行中，在上目黑二丁目地區的中目黑GT（中目黑GateTown）於2002年4月開幕。中目黑GT由高層大廈（120m・地上25層）、Height棟（地上15階建）、Terrace棟（地上6階建）共3棟建築物構成。
2009年，上目黑一丁目地區的再開發計劃「Nkamearukas（中目黑Atlas Tower）」完工。

## 地名由來
來自舊荏原郡中目黑村。

## 沿革
- 1889年（明治）：22年「市制町村制」施行，為目黑村大字中目黑。
- 1922年（大正11年）：為目黑町大字中目黑。
- 1932年（昭和7年）：成立目黑町一～三丁目。
- 1967年（昭和42年）：實施新住居表示，中目黑二丁目全部與一、三丁目、三田、上目黑一丁目各一部分合併為現行的中目黑。

## 交通
經過中目黑的鐵道有東急東橫線及地下鐵日比谷線。
東橫線由澀谷經中目黑至橫濱方向、日比谷線往六本木、霞關、銀座方向，只需短時間轉車，十分便利。
道路方面，此地是山手通（環狀六號線）與駒澤通交差的地點，交通便利。預定將來在山手通地下將開通首都高速道路中央環狀線，但沒有在中目黑設出入口的計劃。

## 備註
1. ↑  .   [2013-08-04]. （原始内容存档于2020-05-03）.

## 外部連結
- 中目黑總合案内所（页面存档备份，存于）
- 中目黑GT（页面存档备份，存于）